# Kabir Bedi
Kabir Bedi (hindi कबीर बेदी, punjabi ਕਬੀਰ ਬੇਦੀ, urdu کبِر بیدِ, Kabīr Bedī; Lahore, 16 gennaio 1946) è un attore indiano.
Deve la sua fama in Italia soprattutto all'aver interpretato il ruolo di Sandokan nell'omonimo sceneggiato televisivo di Sergio Sollima.
Interprete di fotoromanzi per la rivista Grand Hotel, ha inoltre vinto numerosi riconoscimenti per film, pubblicità e popolarità sia in India sia in tutta Europa.

## Biografia
Bedi è nato il 16 gennaio 1946 a Lahore, nel Punjab pakistano, allora ancora sotto la sovranità dell'impero britannico, in una famiglia indiana di religione sikh, secondo di tre figli.
Sua madre, Freda Bedi, si convertì poi al buddismo, e oltre che in Inghilterra, studiò anche nel nord della Francia, a Reims. Il nonno materno, Edwin Francis Houlston, prestò servizio durante la Prima guerra mondiale nei Machine Gun Corps dell'esercito britannico, e venne ucciso ad Aire, nel nord della Francia: la nonna, Nellie Diana Harrison, si risposò con Frank Swan, impiegato delle ferrovie e in seguito ricco uomo d'affari, con il quale ebbe un altro figlio, dopo lei e il fratello Jack,e negli ultimi quindici anni della sua vita, si fece monaca, col nome di Gelongma Karma Kechog Palmo, lavorando a stretto contatto con Gandhi.
Suo padre, Baba Pyare Lal Bedi, era uno scrittore e filosofo di fede sikh, discendente dal primo guru dei sikh.
La famiglia Bedi era tollerante in fatto di religione e moralità. Come sua madre, all'età di dieci anni Kabir venne ordinato monaco per tre mesi in Birmania. Bedi frequentò lo Sherwood College di Nainital e il St. Stephen's College di Delhi.

### Cinema e televisione

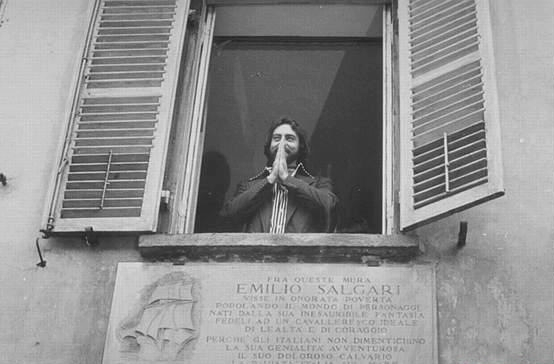
Kabir Bedi nel 1976 saluta un gruppo di fan dall'ultima abitazione di Emilio Salgari a Torino

Negli ultimi trent'anni Bedi ha partecipato a oltre sessanta film di Bollywood, con ruoli da protagonista in film quali Kuchche Dhaage, Manzilein Aur Bhi Hain e Khoon Bhari Maang. È stato anche un padrino della mafia in Yalgar di Feroz Khan.
Raggiunge la fama internazionale nel 1976 quando il regista italiano Sergio Sollima lo sceglie quale interprete di Sandokan, il pirata malese creato dallo scrittore veronese Emilio Salgari, che, non avendo mai viaggiato, aveva immaginato e descritto una Malaysia ben diversa da quella reale; Sollima cercò le località nel sud-est asiatico per la prima produzione, del 1976, e utilizzò altre regioni, tra cui lo Sri Lanka. 
L'interpretazione del pirata nello sceneggiato omonimo rimane a oggi il più grande successo per Bedi: coprodotto da Italia, Germania Ovest e Francia, fu un incredibile successo di ascolti e almeno in Italia segnò forse il primo inizio del merchandising per i ragazzi. Prima ancora di Ufo Robot Goldrake, i bambini si identificarono nel pirata malese e per loro vennero realizzate magliette, maschere di Carnevale e altro.
Il grande successo derivato da tale sceneggiato porterà Bedi a lavorare ancora con Sollima su altri due adattamenti del materiale di Salgari: sempre nel 1976, ne Il Corsaro Nero interpreta l'omonimo protagonista e, l'anno seguente, torna a incarnare la Tigre di Mompracem in La tigre è ancora viva: Sandokan alla riscossa!, cementando ulteriormente la sua iconica figura quale incarnazione più famosa dei personaggi creati da Salgari.

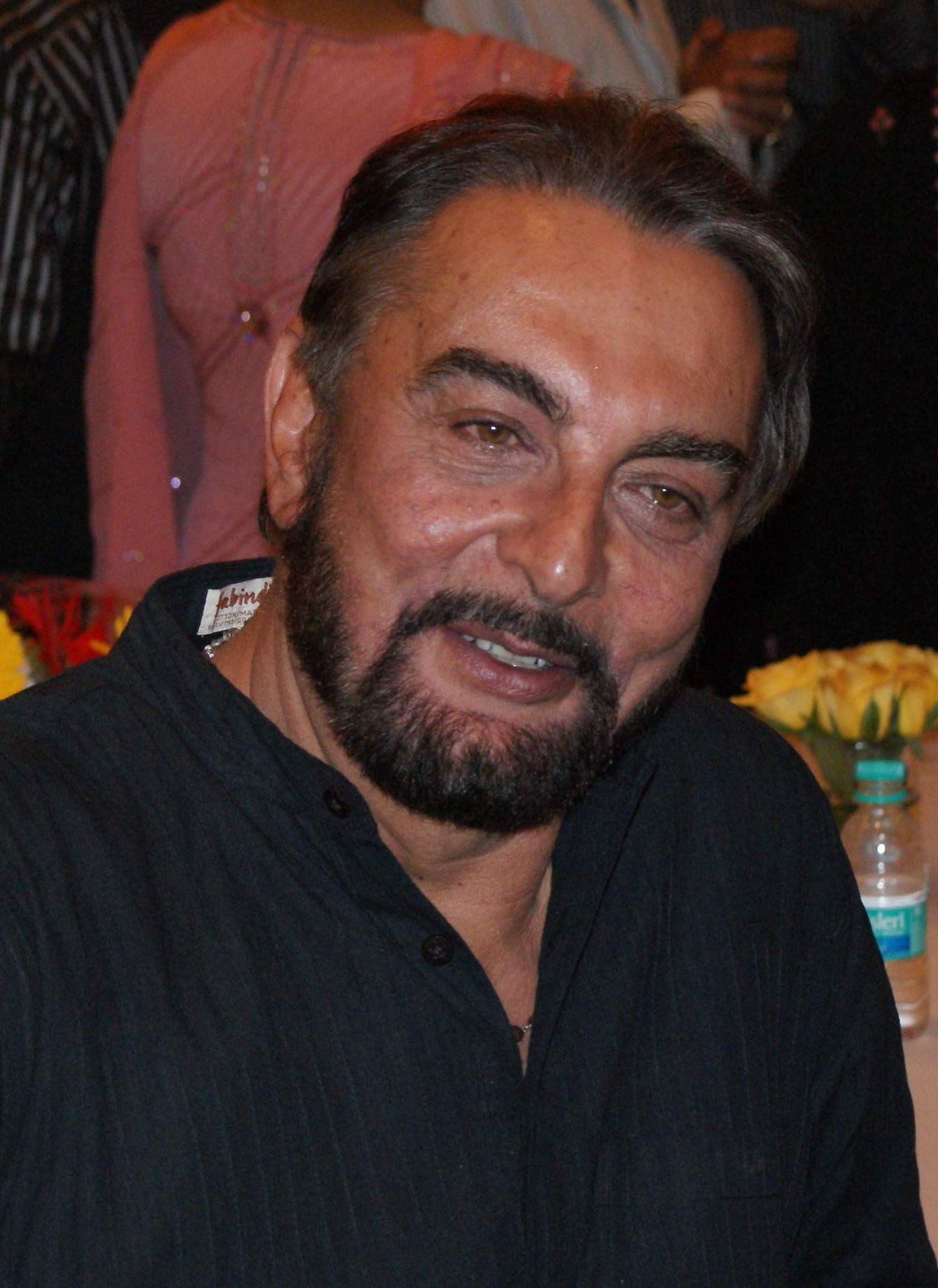
Kabir Bedi nel 2009

Negli anni '90, Bedi riprenderà il ruolo di Sandokan nella miniserie Il ritorno di Sandokan, non più diretto da Sollima ma da Enzo G. Castellari e non più affiancato dall'iconico Philippe Leroy nel ruolo di Yanez de Gomera, ora impersonato da Fabio Testi. Tale serie, però, non avrà il medesimo successo dei precedenti adattamenti.
Nel 1983 nel film Octopussy - Operazione piovra della saga di James Bond avrà il ruolo del perfido Gobinda, che lo farà conoscere al pubblico statunitense.
Essendosi trasferito per un periodo a Los Angeles, in molti ricorderanno anche di aver visto Bedi nei panni di Lord Rama in General Hospital (1983) di Ahmed Kamal, nell'episodio Miraggio di Riptide (1984) di Farouk Ahmed, in Dynasty (1986) di Malcolm nell'episodio Legend of the Lost Art di Magnum, P.I. (1988), del principe Omar di Beautiful, nella stagione realizzata dal 1994 al 1995 (fece anche una apparizione come guest star in quella realizzata nel 2005), o per la guest appearence in Supercar.
Nel 2005 Kabir Bedi è stato protagonista di Taj Mahal: An Eternal Love Story, grande produzione bolliwoodiana del regista Akbar Khan, nel ruolo dell'imperatore Shah Jahan, al fianco di altre star del cinema indiano come Zulfi Syed, Sonya Jehan, Kim Sharma, Pooja Batra e Manisha Koirala.
In Italia Bedi ha partecipato anche, nel 2004, alla seconda edizione de L'isola dei famosi a Samaná, arrivando secondo col 25% dei voti. Ha inoltre preso parte, nel 2006, al documentario Adolfo Celi, un uomo per due culture, diretto da Leonardo Celi, nel ruolo di se stesso per ricordare la saga di Sandokan che ha visto Bedi e Celi protagonisti nemici, nel 2007, è presente nella quinta stagione della serie televisiva Rai Un medico in famiglia, dove ritrova Carole André. Cinematograficamente invece ha interpretato un piccolo ma importante ruolo nel film A/R Andata + Ritorno del 2004.
A partire da gennaio 2022 partecipa come concorrente, a gioco già iniziato, alla sesta edizione del Grande Fratello VIP, condotta da Alfonso Signorini, venendo eliminato poi al televoto contro Nathaly Caldonazzo, Alessandro Basciano e Barú Della Gherardesca.

### Radio
Nel 2007 è protagonista dell'originale radiofonico Chat, in onda su Rai Radio 2, scritto da Roberto Cavosi in collaborazione con Edoardo Rossi: Kabir Bedi è Sandokan, Daniela Giordano è Verde Luna.

### Vita privata
Kabir Bedi è stato sposato nel 1968 con Protima Bedi, dalla quale ha avuto due figli, Pooja e Siddarth, affetto da schizofrenia, e morto suicida nel 1997 a soli 25 anni. Nel 1973 la coppia ha divorziato e nel 1979 Kabir si è risposato con Susan Humphreys, da cui ha avuto il figlio Adam, anche lui attore, che ha esordito a Hollywood nel thriller Hello? Kaun Hai!.
Dopo il divorzio da Susan, l'attore ha avuto una relazione con l'attrice indiana Parveen Babi, morta nel 2005. Successivamente si è sposato con Nikki Vijaykar, dalla quale ha in seguito divorziato.
Nel 2006 ha iniziato una relazione con Parveen Dusanj, che ha infine sposato il 15 gennaio 2016.

## Filmografia

### Cinema
- Seema, regia di Surendra Mohan (1971)
- Hulchul, regia di O.P. Ralhan (1971)
- Sazaa, regia di Chand (1972)
- Rakhi Aur Hathkadi, regia di S.M. Sagar (1972)
- Anokha Daan, regia di Asit Sen (1972)
- Kuchhe Dhaage, regia di Raj Khosla (1973)
- Yauwan, regia di Ranjan Bose (1973)
- Manzilein Aur Bhi Hain, regia di Mahesh Bhatt (1974)
- Maa Bahen Aur Biwi, regia di Harbance Kumar (1974)
- Ishq Ishq Ishq, regia di Dev Anand (1974)
- Anari, regia di Asit Sen (1975)
- Daaku, regia di Basu Bhattacharya (1975)
- Nagin, regia di Rajkumar Kohli (1976)
- Il Corsaro Nero, regia di Sergio Sollima (1976)
- Bullet, regia di Vijay Anand (1976)
- Harfan Maulaa, regia di S.M. Sagar (1976)
- La tigre è ancora viva: Sandokan alla riscossa!, regia di Sergio Sollima (1977)
- Vishwasghaat, regia di Mahesh Bhatt (1977)
- Thief of Baghdad, regia di Ravikant Nagaich (1977)
- Daku Aur Mahatma, regia di Ravikant Nagaich (1977)
- Aakhri Kasam, regia di Dinesh-Ramanesh e Ramesh Puri (1979)
- Ashanti, regia di Richard Fleischer (1979)
- Yuvraaj, regia di Ramanna T.R. (1979)
- Kanoon Ka Shikar, regia di Shankar Kinagi (1979)
- Sangdill, regia di Vijay Pandit (1981)
- Girl from India, regia di Harbance Kumar (1982)
- Demon Rage (anche come Satan's Mistress), regia di James Polakof (1982)
- 40 Days of Musa Dagh, regia di Sarky Mouradian (1982)
- Octopussy - Operazione piovra (Octopussy), regia di John Glen (1983)
- Gioco mortale (Terminal Entry), regia di John Kincade (1986)
- Escuadrón, regia di José Antonio de la Loma (1988)
- Khoon Bhari Maang, regia di Rakesh Roshan (1988)
- Belva di guerra (The Beast of War), regia di Kevin Reynolds (1988)
- Mera Shikar, regia di Keshu Ramsay (1988)
- Police Public, regia di Esmayeel Shroff (1990)
- Shera Shamshera, regia di S.R. Pratap (1990)
- Haar Jeet, regia di Avtar Bhogal (1990)
- Yeh Aag Kab Bujhegi, regia di Sunil Dutt (1991)
- Kurbaan, regia di Deepak Bahry (1991)
- Vishkanya, regia di Jag Mundhra (1991)
- Beyond Justice, regia di Duccio Tessari (1991)
- Yalgaar, regia di Feroz Khan (1992) (come Kabeer Bedi)
- Dil Aashna Hai (...The Heart Knows), regia di Hema Malini (1992)
- Lambu Dada, regia di Sharad Chaudhary (1992)
- Daku Aur Police, regia di Johny Bakshi (1992)
- Kshatriya, regia di J.P. Dutta (1993)
- Yugandhar, regia di N. Chandra (1993)
- Salaami, regia di Shahrukh Sultan (1994)
- Aatank Hi Aatank, regia di Dilip Shankar (1995)
- Kismat, regia di Harmesh Malhotra (1995)
- Mashamal - Ritorno al deserto, regia di Paolo Fondato (1998)
- Kohram, regia di Mehul Kumar (1999)
- Kranti, regia di Naresh Malhotra (2002)
- Maine Dil Tujhko Diya, regia di Sohail Khan (2002)
- Anita & Me, regia di Metin Hüseyin (2002)
- Talaash: The Hunt Begins..., regia di Suneel Darshan (2003)
- The Hero: Love Story of a Spy, regia di Anil Sharma (2003)
- Rudraksh, regia di Mani Shankar (2004)
- Kismat, regia di Guddu Dhanoa (2004)
- A/R Andata + Ritorno, regia di Marco Ponti (2004)
- Main Hoon Na, regia di Farah Khan (2004)
- Bewafaa, regia di Dharmesh Darshan (2005)
- Taj Mahal (Taj Mahal: An Eternal Love Story), regia di Akbar Khan (2005)
- Hello? Kaun Hai!, regia di Rakesh Sawant (2006)
- Take 3 Girls, regia di Baz Taylor (2006)
- Blue, regia di Anthony D'Souza (2009)
- Kites, regia di Anurag Basu (2010)
- Dunno Y Na Jaane Kyun..., regia di Sanjay Sharma (2010)
- Yaara O Dildaara, regia di Ksshitij Chaudhary (2011)
- Miley - Naa Miley - Hum, regia di Tanveer Khan (2011)
- Aravaan, regia di Vasanthabalan (2012)
- Chakravyuh, regia di Prakash Jha (2012)
- Bazodee, regia di Todd Kessler (2015)
- Anarkali, regia di Sachy (2015)
- Dilwale, regia di Rohit Shetty (2015)
- Teraa Surroor, regia di Shawn Arranha (2016)
- Mohenjo Daro, regia di Ashutosh Gowariker (2016)
- Mmirsa, regia di Hemnt Praddeep (2016)
- Gautamiputra Satakarni, regia di Radha Krishna Jagarlamudi (2017)
- The Broken Key, regia di Louis Nero (2017)
- Edict of Expulsion 1492 (2017), in pre-produzione
- Jaane Kyun De Yaaron, regia di Akshay Anand (2018)
- Saheb Biwi Aur Gangster 3, regia di Tigmanshu Dhulia (2018)
- Shaakuntalam (2022), in post-produzione
- Alert 24X7 (entro il 2023), in produzione

### Televisione
- Maya – miniserie TV (1967)
- Sandokan, regia di Sergio Sollima – sceneggiato TV, 6 episodi (1976)
- Il ladro di Bagdad (The Thief of Baghdad), regia di Clive Donner – film TV (1978)
- The Archer: Fugitive from the Empire, regia di Nicholas Corea – film TV (1981)
- Eleanor, First Lady of the World, regia di John Erman – film TV (1982)
- Mr. Smith – serie TV, episodio Mr. Smith rescues Bobo (1983)
- General Hospital – serie TV, 1 episodio (1983)
- Master – serie TV, 1 episodio (1984)
- Riptide (Riptide) – serie TV, episodio Mirage (1984)
- Supercar (Knight Rider) – serie TV, episodio Contatto mortale (1985)
- Hostage Flight, regia di Steven Hilliard Stern – film TV (1985)
- Hunter (Hunter) – serie TV, episodi Il russo 1ª e 2ª parte (1986)
- On Wings of Eagles – miniserie TV (1986)
- Dynasty (Dynasty) – soap opera, 4 episodi (1982-1986)
- Una vita da vivere (One Life to Live) – serie TV, 2 episodi (1986)
- Aeroporto internazionale – serie TV (1987)
- Stingray – serie TV, 1 episodio (1987), episodio 2x09
- The Days and Nights of Molly Dodd – serie TV, 3 episodi (1987)
- Buck James – serie TV, 1 episodio (1987)
- La signora in giallo (Murder, She Wrote) – serie TV, episodio 4x14 (1988)
- Magnum, P.I. (Magnum, P.I.) – serie TV, episodio 8x10 (1988)
- Beverly Hills Buntz – serie TV, 1 episodio (1988)
- Noopur – serie TV (1990)
- I misteri della giungla nera, regia di Kevin Connor – miniserie TV (1991)
- Il principe del deserto, regia di Duccio Tessari – miniserie TV (1991)
- Bible Ki Kahaniyan – serie TV (1993)
- Aquila rossa (Lie Down with Lions), regia di Jim Goddard – film TV (1994)
- La figlia del maharajah (The Maharaja's Daughter) – miniserie TV (1994)
- Beautiful (The Bold and the Beautiful) – soap opera, 19 episodi (1994-2005)
- OP Center (Tom Clancy's Op Center), regia di Lewis Teague – miniserie TV (1995)
- Highlander (Highlander) – miniserie TV (1995)
- Samandar – serie TV, 1 episodio (1995)
- Il ritorno di Sandokan, regia di Enzo G. Castellari – miniserie TV (1996)
- Noi siamo angeli, regia di Ruggero Deodato – miniserie TV (1997)
- Terra proibita (Forbidden Territory: Stanley's Search for Livingstone), regia di Simon Langton – film TV (1997)
- Team Knight Rider – serie TV, episodio The Blonde Woman (1998)
- Il figlio di Sandokan, regia di Sergio Sollima – miniserie TV (1998) - mai andata in onda
- L'incantesimo del manoscritto (The Lost Empire), regia di Peter MacDonald – miniserie TV (2001)
- Kittie Party – miniserie TV (2002)
- Vivere – soap opera, 7 episodi (2006)
- Adolfo Celi, un uomo per due culture, regia di Leonardo Celi – documentario (2006) - se stesso
- Un medico in famiglia – serie TV, 26 episodi (5ª stagione, 2007) - nel ruolo di Kabir Davi
- Ganga Kii Dheej – serie TV, 135 episodi (2010-2011)
- Buddha: Rajaon ka Raja – serie TV, 1 episodio (2014)
- Spices & Secrets with Zarine Khan – serie TV (2016)
- Thinkistan – serie TV, 12 episodi (2019)
- Purché finisca bene – serie TV, episodio 7x01 (2024)

## Televisione
- L'isola dei famosi – reality (2004) - concorrente
- Grande Fratello Vip – reality (2022) - concorrente

## Doppiatori italiani
Fino agli anni novanta, nelle versioni in italiano delle opere in cui ha recitato, Kabir Bedi è stato solitamente doppiato da altri attori. In particolare da:
- Pino Locchi in Sandokan, Il Corsaro Nero, La tigre è ancora viva: Sandokan alla riscossa!, Il ladro di Bagdad, Ashanti, Dynasty, Hunter
- Alessandro Rossi in Octopussy - Operazione piovra, Il principe del deserto, Noi siamo angeli
- Massimo Corvo ne La figlia del Maharaja, Il ritorno di Sandokan
- Michele Kalamera ne La signora in giallo
- Massimo Foschi ne I misteri della giungla nera
- Michele Gammino in Highlander
- Mario Cordova in Beautiful
- Stefano De Sando in The Broken Key

## Discografia

### Singoli
- 1976 – I'm on the way to your heart (EMI, 7")

## Libri
- Kabir Bedi, Storie che vi devo raccontare. La mia avventura umana, a cura di Carlo Pizzati, traduzione di Sara Crimi e Laura Tasso, Segrate, Mondadori, 2021, ISBN 978-88-04-74294-4.